# Jean-Baptiste-David de Ballidart
Jean-Baptiste David de Ballidart est un homme politique français né le 23 novembre 1748 à Vitry-le-François (Marne) et décédé le 2 septembre 1814 aux Grandes-Côtes (Marne).
Procureur du roi au présidial de Vitry-le-François, il est député de la noblesse aux états généraux de 1789. Il accueille froidement la Révolution et les nouveaux principes.

## Sources
- « Jean-Baptiste-David de Ballidart », dans Adolphe Robert et Gaston Cougny, Dictionnaire des parlementaires français, Edgar Bourloton, 1889-1891 [détail de l’édition]